# ディーパワンサ
ディーパワンサ (パーリ語: Dipavamsa、島史、Deepavamsa、ディーパヴァンサとも) はスリランカで最古の歴史の記録である。基本的にアッタカターからの翻案であると考えられており、紀元3〜4世紀頃の他の記録も含まれているが、マハーワンサと合わせてスリランカおよびインドの多くの歴史的事項についての重要な一次資料であり、加えて仏教徒の活動記録、およびパーリ語の文章としても重要性が高い。

## 成立
ヘルマン・オルデンベルクによって初めて英語に翻訳された。原文はアヌラーダプラのアヌラーダプラ大僧院 (大寺) で紀元3〜4世紀頃から仏教の僧侶が伝えてきたものであると考えられている。ディーパワンサの前文は「聞け！ これから釈迦が何度もこの島に来られたこと、仏歯と菩提樹がこの島にもたらされたこと、釈迦の教えがこの島にもたらされたこと、僧侶達が来たこと、仏教がこの島に広まったこと、そして人びとの長たるウィジャヤ王 (en) がこの島に来たことについて語ろう。」という文で始まっている。ダートゥセーナ王 (4世紀) はアヌラーダプラで毎年行われるマヒンダ祭 (マヒンダはアショーカ王の息子) でディーパワンサを詠むよう定めた。
ディーパワンサはマハーワンサの原典、あるいは出典となっていると考えられている。マハーワンサの記述は矛盾点が少なく、かつ整理されており、パーリ語による宗教的および歴史的なプロジェクトとして最大の成果である。マハーワンサで触れられている歴史的な事柄、つまりディーパワンサで記述されている事柄は、アショーカ王の死に際して広く収集されたものであろうと考えられている。

## 仏教史として
ディーパワンサでは、釈迦はスリランカを３回訪れ、それはそれぞれキャラニヤ、ディガヴァピ、アヌラーダプラのマハー・メウナ・ウヤナで、アヌラーダプラには後に菩提樹が植えられたとされている。しかし現在仏教の聖地でもあるアダムスピーク (サマナラカンダ) についてはなにも触れていない。

## マハーワンサとの相違
ウィジャヤ王については、後に成立したマハーワンサに比べるとディーパワンサでは超人的な記述が少ない。マハーワンサによるとウィジャヤ王の祖先はカリンガ・ヴァンガ (Kalinga-Vanga) 姫を妻に持つシンハ (Sinha) という、商人を襲う盗賊であった。その後、ララ (Lala、またはラタ Lata) の王と王妃であったシーハバーフとシーハシーウァリー (Sinhabahu, Sinhasivali) は双子を16回産んだとあり、そのうちの長子がウィジャヤ、第二子がスミッタ (Sumitta) であったとしている。ウィジャヤの残忍な振舞いに怒った民衆は、王に息子であるウィジャヤを殺すよう訴えたが、王はウィジャヤを700人の家来とともに追放することにした。そしてウィジャヤは家来ともにスリランカに逃れた。ウィジャヤ達が上陸したのはタンバパーニ (Tamba-panni) と呼ばれる場所で、ちょうどその日に釈迦がマハー・パリニバナ (Maha Parinibbana) を通ったとしている。
ディーパワンサではアショーカ王の娘であるサンガミッターが島に来たことについては詳細に述べているが、一方でドゥトゥガムヌ王についてはわずか (パーリ語の詩で10連のみ) しか触れていない。マハーワンサではこれに10章を割いているのとは大きな違いである。